# 小行星13684
小行星13684（13684 Borbona）是一颗绕太阳运转的小行星，为主小行星带小行星。该小行星于1997年8月27日发现。

## 轨道参数
小行星13684的轨道半长轴为3.1850505 UA，离心率为0.087。